# Egzekucje w Forcie Krzesławice
Egzekucje w Forcie Krzesławice – masowe egzekucje obywateli polskich przeprowadzane przez okupantów niemieckich na terenie Fortu 49 „Krzesławice” w Krakowie. 
W pierwszych latach niemieckiej okupacji Fort Krzesławice był głównym miejscem straceń polskich więźniów politycznych w okolicach Krakowa. Między październikiem 1939 a listopadem 1941 funkcjonariusze SS i policji niemieckiej przeprowadzili tam co najmniej dwanaście zbiorowych egzekucji, w których śmierć poniosło 440 osób. W gronie ofiar znalazło się wielu przedstawicieli krakowskiej inteligencji, których aresztowano w ramach tzw. Akcji AB.

## Początek niemieckiej okupacji
Kraków został opanowany przez oddziały Wehrmachtu w dniu 6 września 1939. Tydzień później do miasta wkroczył jeden z pododdziałów Einsatzgruppe I – specjalnej grupy operacyjnej (Einsatzgruppen) niemieckiej służby bezpieczeństwa i policji bezpieczeństwa, której zadaniem było „zwalczanie wszystkich wrogich Rzeszy i Niemcom elementów na tyłach walczących wojsk” oraz „ujęcie osób niepewnych pod względem politycznym”. Jednostka ulokowała się w kompleksie budynków z wejściem od ul. Pomorskiej 2 (dawny Dom Akademicki oraz kilka sąsiednich kamienic), który przez następne pięć lat miał pełnić funkcję siedziby krakowskiego Gestapo.
W okupowanym Krakowie szybko zainstalowały się organy niemieckich władz policyjnych i państwowych. Na mocy dekretu Hitlera z 12 października 1939 na ziemiach polskich nie wcielonych bezpośrednio do III Rzeszy utworzono tzw. Generalne Gubernatorstwo, którego „stolicę” ulokowano w Krakowie. W Zamku Królewskim na Wawelu urządzono siedzibę generalnego gubernatora Hansa Franka. Z kolei na początku listopada 1939 na bazie kadry Einsatzgruppe I zorganizowano w Krakowie urząd Komendanta SD i Policji Bezpieczeństwa (KdS). Do grudnia 1939 kierował nim SS-Sturmbannführer Bruno Müller. W późniejszym okresie funkcję tę pełnili natomiast: SS-Sturmbannführer Walter Huppenkothen (do stycznia 1940), SS-Sturmbannführer dr Ludwig Hahn (do sierpnia 1940) oraz SS-Obersturmbannführer dr Max Grosskopf (do końca 1943). 
Od pierwszych dni okupacji Niemcy stosowali brutalny terror wobec mieszkańców Krakowa. Był on wymierzony w pierwszym rzędzie w polską elitę społeczną, ludność żydowską oraz osoby w jakikolwiek sposób powiązane z ruchem oporu. W pierwszych miesiącach okupacji to właśnie w Krakowie miała miejsce jedna z najgłośniejszych akcji terrorystycznych wymierzonych w polską inteligencję – tj. aresztowanie profesorów uczelni krakowskich (6 listopada 1939).
Krakowskie więzienia i areszty – więzienie śledcze Montelupich, zakład karny „św. Michała” przy ul. Senackiej, czy piwnice siedziby Gestapo przy ul. Pomorskiej – rychło zapełniły się aresztowanymi. Część spośród zatrzymanych deportowano do niemieckich obozów koncentracyjnych. Wielu innych poddano eksterminacji bezpośredniej. Tajne egzekucje były przeprowadzane przez Niemców m.in. w Przegorzałach oraz Puszczy Niepołomickiej. W pierwszych latach okupacji głównym miejscem straceń więźniów politycznych z Krakowa stał się jednak dawny austriacki Fort 49 „Krzesławice”.

### Egzekucje w ramach Akcji AB
Od pierwszych dni okupacji niemiecki terror wymierzony był przede wszystkim w przedstawicieli polskich elit politycznych i intelektualnych. Zgodnie z rasistowskim stereotypem Polaka panującym w III Rzeszy nazistowscy przywódcy wierzyli bowiem, że świadomość narodową posiada tylko polska inteligencja, natomiast lud zajmuje się głównie troską o codzienny byt i jest mu obojętny los państwa. Z tego powodu zakładano, że eksterminacja polskich elit pozwoli zniszczyć polską tożsamość narodową i przekształcić polskie społeczeństwo w bierną amorficzną masę, służącą w najlepszym razie jako niewykwalifikowana siła robocza dla III Rzeszy. W ramach tzw. akcji „Inteligencja” (Intelligenzaktion), prowadzonej na okupowanych ziemiach polskich między wrześniem 1939 a wiosną 1940, Niemcy zamordowali co najmniej 100 000 obywateli polskich – najwięcej na ziemiach wcielonych do Rzeszy. Już wiosną 1940 roku Niemcy zorientowali się jednak, że mimo intensywnych działań eksterminacyjnych prowadzonych we wszystkich dystryktach Generalnego Gubernatorstwa, społeczeństwo polskie otrząsnęło się z szoku po klęsce wrześniowej, a ruch oporu intensyfikuje swoją działalność. Rozpoczęcie niemieckiej ofensywy na Zachodzie odwróciło uwagę światowej opinii publicznej od wydarzeń w Polsce, stąd władze Generalnego Gubernatorstwa postanowiły wykorzystać tę okoliczność do przeprowadzenia zakrojonej na szeroką skalę akcji terrorystycznej – ponownie wymierzonej w polską inteligencję i elity społeczne.
16 maja 1940 miała miejsce w Krakowie konferencja w sprawie „nadzwyczajnych posunięć koniecznych dla zabezpieczenia spokoju i porządku w Generalnym Gubernatorstwie”, w której udział wzięli m.in.: generalny gubernator Hans Frank, SS-Obergruppenführer Friedrich Wilhelm Krüger (Wyższy Dowódca SS i Policji w Generalnym Gubernatorstwie), SS-Brigadeführer Bruno Streckenbach (dowódca SD i policji bezpieczeństwa w Generalnym Gubernatorstwie), dr Arthur Seyss-Inquart (szef „rządu” Generalnego Gubernatorstwa) oraz Josef Bühler (sekretarz stanu w „rządzie” Generalnego Gubernatorstwa). Frank oświadczył zgromadzonym, że Generalne Gubernatorstwo w stoi w obliczu groźby polskiego powstania, gdyż „tysiące Polaków zorganizowało się w tajnych związkach, są uzbrojeni i gotowi popełniać akty terroru wszelkiego rodzaju w najbardziej buntowniczej formie”. Jeszcze tego samego dnia wydane zostało zarządzenie, w którym Frank „z natychmiastową mocą” zlecił SS-Brigadeführerowi Streckenbachowi przeprowadzenie „nadzwyczajnej akcji pacyfikacyjnej” (niem. Ausserordentliche Befriedungsaktion – AB). Podczas kolejnej konferencji, która miała miejsce w dniu 30 maja 1940, Frank stwierdził, że celem Akcji AB będzie „przyspieszona likwidacja znajdującej się w naszych rękach większości buntowniczych polityków, głoszących opór i innych osobników politycznie podejrzanych, jak również równoczesne położenie kresu tradycyjnej polskiej przestępczości”. Postanowiono, że aresztowanych nie należy kierować do obozów koncentracyjnych, lecz „likwidować na miejscu w najprostszy sposób”. Streckenbach przewidywał, że w ramach Akcji AB zamordowanych zostanie co najmniej 3500 osób uznawanych za „kwiat polskiej inteligencji i ruchu oporu” oraz kilka tysięcy przestępców kryminalnych.
W Krakowie masowe aresztowania rozpoczęły się już 30 marca 1940. Sicherheitspolizei zatrzymała wówczas blisko 1000 osób. Z kolei 3 maja Niemcy aresztowali setki krakowian opuszczających kościoły po zakończeniu niedzielnych nabożeństw. Doszło także do szeregu indywidualnych zatrzymań. Większość aresztowanych osadzono na Montelupich. W tych dniach w gmachu więzienia intensywnie obradował policyjny sąd doraźny, któremu przewodniczył krakowski KdS – SS-Sturmbannführer Ludwig Hahn. Jedną z rozpraw opisał więzień Montelupich, Mirosław Ociepka. Wspominał on, iż Standgericht obradował na jednym z parterowych pomieszczeń więzienia, gdzie za stołem przykrytym zielonym suknem zasiadali: Hahn, SS-Hauptsturmführer Fischer, SS-Hauptsturmführer Müller oraz dwóch protokolantów. Oskarżonych wprowadzano pojedynczo na salę, zapytywano o imię, nazwisko i datę urodzenia, po czym bez udzielenia im głosu odczytywano wyrok śmierci, podając jedynie przyczynę jego wydania (zazwyczaj była to „zdrada stanu” – Landesverrat). Tylko w maju 1940 skazano w ten sposób 290 osób.
Głównym miejscem straceń osób aresztowanych w ramach Akcji AB stał się Fort Krzesławice. W trzech egzekucjach (29 czerwca oraz 2 i 4 lipca 1940) Niemcy rozstrzelali tam ok. 150 osób – m.in. nauczycieli, prawników i wojskowych. W tej liczbie należy również uwzględnić 36 zakładników z Myślenic, których rozstrzelano w dniu 29 czerwca. Ponadto w forcie miały miejsce liczne indywidualne egzekucje (m.in. Józefa Harmali). Trzech skazańców – Stanisław Marusarz (skoczek narciarski, wicemistrz świata z Lahti), Aleksander Bugajski oraz więzień o nazwisku Sadowski – zdołało uciec z celi śmierci na Montelupich przed wywózką na stracenie do Krzesławic.

## Przebieg akcji eksterminacyjnej
Fort 49 „Krzesławice” stanowi element pasa austriackich fortyfikacji okalających niegdyś Kraków. Leży on ok. 13 kilometrów na północny wschód od centrum Krakowa, na wzniesieniu dochodzącym do 275 metrów n.p.m. Z punktu widzenia katów fort znakomicie nadawał się na miejsce egzekucji. Był on stosunkowo dobrze zamaskowany i niewidoczny z większej odległości. Tereny bezpośrednio sąsiadujące z fortyfikacjami były niezabudowane, a najbliższe osiedla (Krzesławice, Dłubnia, Kantorowice, Grębałów, Lubocza) znajdowały się w odległości od 800 do 1200 metrów. Ponadto fort był oddalony o zaledwie 1 kilometr od szosy Kraków-Kocmyrzów, co ułatwiało Niemcom transport więźniów na miejsce kaźni.
Wkrótce po zajęciu Krakowa Niemcy pojawili się w forcie, aby wywieźć magazynowaną tam amunicję. Zgodnie z zeznaniami dozorcy fortu, Antoniego Grzesiaka, pierwsza egzekucja miała się tam odbyć w dniu 11 października 1939. Kolejna zbiorowa egzekucja miała miejsce 15 listopada 1939. Zgodnie z relacją tego samego świadka Niemcy rozstrzelali wówczas na terenie fortu 15 osób – w tym trzy kobiety. Zazwyczaj przyjmuje się, że akcja eksterminacyjna w Forcie Krzesławice trwała od jesieni 1939 do listopada 1941 roku, a jej największe nasilenie przypadło na lato 1940 roku. Ustalone daty przeprowadzonych tam egzekucji to: 11 października 1939, 15 listopada 1939, 14 grudnia 1939, 14 stycznia 1940, ok. 20 stycznia 1940, 29 marca 1940, 6 czerwca 1940, 29 czerwca 1940, 2 lipca 1940, 4 lipca 1940, 12 marca 1941 oraz 7 listopada 1941.
Masowe mordy na terenie Fortu Krzesławice były zazwyczaj dokonywane według jednakowego schematu. Wiele informacji zachowało się zwłaszcza na temat prowadzonej tam eksterminacji więźniów Montelupich. Wiadomo, że skazanych na śmierć więźniów gromadzono wcześniej w osobnych pomieszczeniach – zazwyczaj w jednej z cel na lewym skrzydle parteru bądź w celach nr 87 i 94 na I piętrze. Zawsze na dzień przed egzekucją, zazwyczaj w godzinach popołudniowych, skazańców przewożono do fortu, aby wykopali dla siebie zbiorowe groby. Transporty egzekucyjne organizowano natomiast w nocy lub we wczesnych godzinach porannych. Więźniów Montelupich wywoływano wówczas na korytarz – bez rzeczy, a czasem w samej bieliźnie. Tam wiązano im ręce za plecami (przy pomocy sznura lub drutu) bądź skuwano ich kajdankami po dwóch. Zdarzały się wypadki, gdy skazanych na śmierć kneblowano bądź oznaczano ich krzyżem nakreślonym białą kredą z tyłu marynarki. Typowy transport składał się zwykle z 2-3 krytych brezentem samochodów ciężarowych, którym towarzyszyły 1-2 samochody przewożące eskortę oraz pluton egzekucyjny. W egzekucjach przeprowadzanych na terenie fortu ginęło zazwyczaj od 30 do 50 skazańców, choć zdarzały się również przypadki mordowania pojedynczych osób. Na miejscu, więźniów rozstrzeliwano nad skrajem przygotowanych uprzednio grobów. Wyniki przeprowadzonej po wojnie ekshumacji wskazują, że większość ofiar (395 z 440) zginęła od strzału w tył głowy. Prawdopodobnie zdarzały się przypadki, gdy dających oznaki życia skazańców zakopywano żywcem. Niekiedy do zasypywania mogił zmuszano polską ludność z pobliskich Krzesławic. W skład plutonów egzekucyjnych wchodzili najczęściej funkcjonariusze niemieckiej policji ochronnej (Schutzpolizei). Zazwyczaj egzekucjami kierował SS-Unterscharführer Skrzypek.
Czasami, celem zachowania pozorów praworządności, więźniów stawiano przed tzw. policyjnym sądem doraźnym (Standgericht). Skład sędziowski tworzyli zazwyczaj: krakowski komendant SD i policji bezpieczeństwa bądź upoważniony przez niego oficer (jako przewodniczący) oraz dwóch innych oficerów upoważnionych przez komendanta (jako członkowie składu sędziowskiego). Pierwsza rozprawa przed krakowskim Standgerichtem odbyła się w więzieniu Montelupich między 20 a 24 grudnia 1939 i dotyczyła kilkunastu więźniów przywiezionych z Wadowic. Kulminacyjny punkt jego działalności przypadł natomiast na wiosnę i lato 1940. Postępowania przed policyjnym sądem doraźnym stanowiły parodię wymiaru sprawiedliwości, gdyż prowadzono je w trybie maksymalnie uproszczonym. Zazwyczaj jednak Niemcy rezygnowali z jakichkolwiek pozorów, wydając wyroki śmierci bez rozprawy.
Niemcy dokładali wysiłków, aby zachować w tajemnicy zbrodnie dokonywane w Forcie Krzesławice. Rodziny zamordowanych fałszywie informowano, że ich bliskich wywieziono na roboty do Rzeszy bądź powiadamiając o śmierci krewnego podawano fałszywą przyczynę zgonu (np. atak serca). Bardzo szybko ludność Krakowa odkryła jednak prawdę o przeprowadzanych w forcie egzekucjach. Na drodze prowadzącej do miejsca straceń znajdowano grypsy wyrzucane przez skazańców, w których zawiadamiali oni rodziny, iż są wiezieni na śmierć. Na terenie fortu mieszkańcy okolicznych miejscowości odnajdywali natomiast rozmaite drobiazgi należące do ofiar, a czasem również krew i fragmenty ciał.

## Ofiary

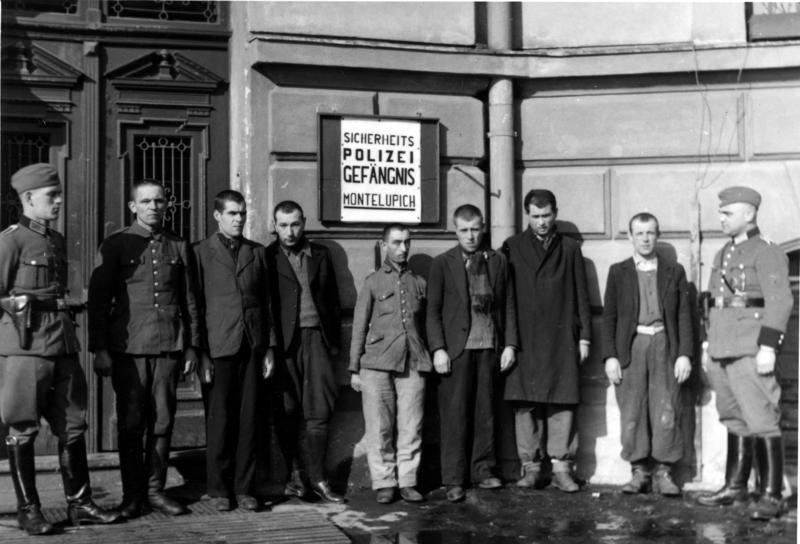
Więźniowie Montelupich (1939)

Ekshumacja przeprowadzona na miejscu straceń w 1945 roku pozwoliła odnaleźć szczątki 440 ofiar niemieckiego terroru – w tym osiemnastu kobiet. Wiek zamordowanych wahał się od 15 do 70 lat. W niektórych publikacjach można znaleźć informację, iż w Forcie Krzesławice zamordowanych zostało aż 2000 osób, co jest jednak liczbą znacznie zawyżoną.
Skazańcy byli przywożeni na miejsce kaźni z dwóch krakowskich więzień – Montelupich oraz więzienia „św. Michała” przy ul. Senackiej. W przypadku 125 ofiar udało się ustalić przyczynę aresztowania i śmierci. W Forcie Krzesławice mordowani byli żołnierze polskiego podziemia, przedstawiciele tzw. „polskiej warstwy przywódczej”, uciekinierzy schwytani na granicy ze Słowacją oraz przypadkowe ofiary zaprowadzonej przez okupanta polityki zbiorowej odpowiedzialności. Obok mieszkańców Krakowa i okolicznych miejscowości ginęły tam również osoby pochodzące z innych regionów Polski – m.in. Częstochowy, Kalisza, Krynicy, Lublina, Myślenic, Poznania, Przemyśla, Torunia, Warszawy i Zakopanego. W Forcie Krzesławice rozstrzelani zostali m.in.: 
- oficerowie – major Walery Krokay z synem Jerzym, podpułkownik Piotr Sosialuk (były dowódca 73. pułku piechoty w Katowicach);
- nauczyciele – Kazimierz Dutkiewicz (nauczyciel z Myślenic), Irena Dzius (nauczycielka łaciny w prywatnym Żeńskim Gimnazjum sióstr Benedyktynek w Przemyślu) wraz z siostrą Haliną, Jan Gębicki (inspektor szkolny z Myślenic), Marian Gębicki (kierownik szkoły w Myślenicach), Wincenty Frączek (nauczyciel gimnazjalny z Myślenic), Marian Lubaczowski (nauczyciel wychowania fizycznego w V gimnazjum w Krakowie), Karol Święch (nauczyciel z Górnego Śląska), Józef Wawrzeczko (nauczyciel matematyki w V gimnazjum w Krakowie);
- urzędnicy i działacze społeczni – Józef Janta (sekretarz Centralnego Okręgu Związku Górników w Katowicach), Henryk Schabenbeck (burmistrz Zakopanego), Franciszek Ujczak (urzędnik z Myślenic);
- prawnicy – dr Emil Bicz (prawnik z Myślenic), Antoni Burtan (prawnik z Myślenic), Bolesław Karwaciński (aplikant sądowy z Krakowa);
- artyści – Jan Migdalski[39][40].

W Forcie Krzesławice Niemcy rozstrzeliwali również osoby narodowości żydowskiej. Udało się zidentyfikować nazwiska niektórych ofiar – Englender, Fiszman, Rottgerber, M. Zucker, czy M. Gros (kupiec z Chrzanowa). Ponadto na terenie fortu mordowano polskich więźniów kryminalnych. Ich pierwsza egzekucja miała tam miejsce 29 marca 1940, a ostatnia – 12 marca 1941.

## Po wojnie
Między 15 października a 6 grudnia 1945 pracownicy Głównej Komisji Badania Zbrodni Niemieckich w Polsce dokonali szczegółowych oględzin miejsca kaźni i ekshumacji odnalezionych grobów. Śledztwem i pracami ekshumacyjnymi kierował okręgowy sędzia śledczy Jan Sehn, którego wspomagali: dr Stanisław Żmuda (sędzia Sądu Grodzkiego w Krakowie), Edward Pęchalski i dr Wincenty Jarosiński (wiceprokuratorzy Sądu Okręgowego) oraz profesor Jan Olbrycht (Kierownik Zakładu Medycyny Sądowej UJ). Na terenie Fortu Krzesławice odnaleziono 29 zbiorowych mogił różnej wielkości – w tym 23 groby w fosach fortu oraz sześć kolejnych na jego dziedzińcu. Z grobów wydobyto 440 zwłok. 91 ciał zostało rozpoznanych przez krewnych ofiar. Przy kolejnych 13 zwłokach odnaleziono dokumenty i przedmioty osobiste, które umożliwiły ich identyfikację. Ponadto udało się ustalić nazwiska 78 osób, które wedle wszelkiego prawdopodobieństwa zostały rozstrzelane w Forcie Krzesławice. 258 ofiar pozostało bezimiennych. Po zakończeniu prac ekshumacyjnych wszystkie odnalezione zwłoki pochowano w jednej zbiorowej mogile, zlokalizowanej na zapolu fortu.
Wkrótce po zakończeniu ekshumacji powstał Komitet Obywatelski, który rozpoczął zbiórkę składek na budowę grobowca i pomnika ku czci zamordowanych. Po śmierci przewodniczącego (ówczesnego starosty krakowskiego) prace komitetu uległy jednak wstrzymaniu. Dopiero w połowie maja 1956 – z inicjatywy nowohuckiego oddziału ZBoWiD oraz dzielnicowego komitetu Frontu Jedności Narodu – powołano kolejny Obywatelski Komitet Budowy Pomnika (pod przewodnictwem Tadeusza Rafałowicza, prezesa oddziału ZBoWiD w Nowej Hucie). Uporządkowano otoczenie grobu, a 27 maja 1956 generał Franciszek Księżarczyk (przedstawiciel Rady Naczelnej ZBoWiD) odsłonił na miejscu straceń pamiątkową tablicę. Z kolei 6 lipca 1956 w Forcie Krzesławice odsłonięto pomnik-mauzoleum projektu artystki-rzeźbiarki Marii Rajnochowej. W uroczystości udział wzięło w ok. 20 tysięcy osób, w tym premier Józef Cyrankiewicz oraz delegacje z NRD i Czechosłowacji. Ponadto Obywatelski Komitet Budowy Pomnika ufundował 10 stypendiów (na łączną sumę 150 tysięcy złotych) dla sierot po ofiarach zamordowanych w Forcie Krzesławice. 
Kolejne lata przyniosły jednak stopniową dewastację miejsca pamięci. W latach 70. decyzją władz dzielnicy Nowa Huta zasypano fosy i kaponiery, na których wciąż widniały ślady kul i tabliczki z napisem „Miejsce uświęcone męczeńską krwią Polaków”. Wysadzono również zachodnią kaponierę. Na terenie fortu zaczęto lokalizować magazyny, garaże, a nawet kurniki i nielegalne wysypiska śmieci. Dewastację fortu powstrzymało jego przekazanie na siedzibę Młodzieżowego Domu Kultury (1994). W 1995 roku przy bramie wejściowej, w pobliżu masowego grobu, umieszczono napis: „Cmentarz – miejsce spoczynku 440 Polaków zamordowanych przez hitlerowców w latach 1939-41”.

## Odpowiedzialność sprawców
W 1947 Brytyjski Trybunał Wojskowy w Hamburgu skazał Brunona Müllera na karę 20 lat pozbawienia wolności za zbrodnie popełnione w końcowym okresie wojny. W 1953 Müller został przedterminowo zwolniony. Zmarł w marcu 1960. Walter Huppenkothen zamieszkał po wojnie w Niemczech Zachodnich, gdzie skazano go na karę siedmiu lat pozbawienia wolności za udział w prześladowaniach członków niemieckiego antynazistowskiego ruchu oporu. Po wyjściu na wolność (1959) był cenionym specjalistą w dziedzinie prawa gospodarczego. Zmarł w 1979 w Lubece. Ludwig Hahn przez wiele lat mieszkał w Hamburgu pod swoim prawdziwym nazwiskiem. Przed sądem stanął dopiero w 1972 i po trwającym rok procesie skazany został na karę 12 lat pozbawienia wolności. W procesie rewizyjnym hamburski sąd przysięgłych podwyższył karę na dożywotnie pozbawienie wolności (1975), wyrok dotyczył jednak wyłącznie zbrodni popełnionych przez Hahna w czasie likwidacji getta warszawskiego. Hahn wyszedł na wolność w 1983 i zmarł trzy lata później.
SS-Gruppenführer Karl Zech – Dowódca SS i Policji w dystrykcie krakowskim – popełnił samobójstwo w 1944. Max Grosskopf popełnił samobójstwo w 1945. Otto von Wächter – gubernator dystryktu krakowskiego – zmarł w 1949 w Rzymie, gdzie ukrywał się w katolickim kolegium.

## Odniesienia w kulturze
Sceny nawiązujące do masowych egzekucji w Forcie Krzesławice znalazły się w polskim dramacie wojennym Biała odwaga z 2024 roku (reż. Marcin Koszałka).